# Liste der Naturparks in Sachsen
Diese sortierbare Liste enthält alle Naturparks in Sachsen.
Laut § 27 des deutschen BNatSchG sind Naturparke einheitlich zu entwickelnde und zu pflegende, großräumige Gebiete. Sie sollen auf überwiegender Fläche Landschafts- oder Naturschutzgebiete sein, eine große Arten- und Biotopenvielfalt und eine durch vielfältige Nutzungen geprägte Landschaft aufweisen.
Sie sind jeweils in die Schutzzonen I und II sowie eine Entwicklungszone gegliedert.
Die Naturparke in Sachsen bedecken eine Fläche von 10,78 % der Landesfläche.

## Naturparks in Sachsen
| Naturpark                                    | Fläche                          | Gegründet     |
| -------------------------------------------- | ------------------------------- | ------------- |
| Naturpark Dübener Heide (Teilgebiet Sachsen) | 360 km² (Teilfläche in Sachsen) | 1992          |
| Naturpark Erzgebirge/Vogtland                | 1.495 km²                       | 1990          |
| Naturpark Zittauer Gebirge                   | 133,37 km²                      | 2008          |
| Gesamt: 3 Gebiete                            | 1.988,37 km²                    | Dezember 2019 |